# Centro de Cultura e Eventos Ricardo Freua Bufáiçal
O Centro de Cultura e Eventos Ricardo Freua Bufáiçal, também conhecido como Centro de Eventos da UFG, é um centro de eventos localizado em Goiânia, no Campus Samambaia da Universidade Federal de Goiás.
Inaugurado em dezembro de 2008, o local tem 8,7 m². Além de um salão principal que abriga até 4 mil pessoas sentadas, ainda possui um segundo pavilhão, com quatro auditórios, camarins, guarda-volumes, cozinha, zeladoria e também um estacionamento pra 1,5 mil veículos. O principal objetivo para a criação do espaço foi o fato de ser destinado às colações de grau de todos os estudantes. Além disso, o Centro de Eventos recebe, semanalmente, congressos, exposições e outros eventos de grande porte.
O Centro de Cultura e Eventos Ricardo Freua Bufáiçal também é o local de shows musicais. No local, já ocorreram apresentações de vários artistas da música brasileira, como Arnaldo Antunes, Paulinho da Viola, Lenine, Zeca Baleiro, Vanessa da Mata e BaianaSystem.